# منجاب قدیم (هوراند)
منجناب قدیم یکی از روستاهای استان آذربایجان شرقی است که در دهستان دودانگه شهرستان هوراند واقع شده‌است. این روستا ۱۴۴ نفر جمعیت دارد.